# Дудин, Лев Владимирович
Лев Влади́мирович Ду́дин (31 января 1910, Вильно — 25 января 1984, Нью-Йорк) — журналист, коллаборационист, в послевоенный период — советолог, сотрудник радио «Свобода».

## Биография
С 1927 года — в Киеве, проживал по адресу: ул. Короленко (ныне Владимирская), 18, кв. 16. Окончил институт (факультет?) иностранных языков, работал преподавателем, в том числе за пределами Украины. С 1939 года до начала войны заведовал кафедрой иностранных языков в Киевском государственном университете. Доцент, кандидат филологических наук (1941).
В период оккупации работал в оккупационной прессе г. Киева. Сначала был переводчиком в газете «Украинское слово» под редакцией И. Рогача, доносил на членов редакции. После ареста редакции и закрытия газеты перешёл в новообразванное издание «Новое украинское слово» под редакцией К.Штеппы, позднее начал редактировать собственную русскоязычную газету «Последние новости». В мае 1942 года переехал в Берлин. В Германии стал активным участником движения Власова, с ноября 1944 года — заместитель начальника Главного Управления пропаганды КОНР. Участвовал в разработке текста Пражского манифеста КОНР. Вступил в НТС.
После окончания войны работал в Германии переводчиком, преподавателем, журналистом в русской и немецкой прессе. Переселился в США и продолжал писать и выступать под псевдонимами Николай Градобоев, Иван Смирнов и другими. Сотрудник газеты «Новое русское слово», радио «Свобода» и «Свободная Европа».

## Сочинения
- Л. В. Дудин. В оккупации Архивная копия от 21 сентября 2021 на Wayback Machine / К. Александров. Под немцами. Воспоминания, свидетельства, документы.
- Н. Градобоев. Десталинизация. Разоблачения XXII съезда КПСС. Издательство ЦОПЭ.